# Boukram
Boukram là một đô thị thuộc tỉnh Bouira, Algérie. Dân số thời điểm năm 2002 là 6.275 người.